# 梭埡梁石窟
梭埡梁石窟位於四川省巴中市通江縣，文物遺址年代判定為元。2012年7月16日公佈為第八批四川省文物保護單位。
梭埡粱石窟位於四川省巴中市通江縣諾江鎮城東村四組梭埡梁佛爾岩高20米，寬25米的白砂岩崖壁上，崖體坐西北向東南，共有龕窟23個，現存造像240尊，喇嘛塔1座，題記3幅，均彩繪。龕窟形式有單層圓形龕、單層方形金龕、外方內圓龕、橫長方形龕四種，最大龕高l.3米，寬2.5米，深1.73米，最小龕高0.15米，寬0.16米，深0.04米。龕窟裝飾較少，只有一個龕楣刻花卉紋。造像題材有佛、弟子、菩薩、天王、力士、飛天等。造像組合形式有單尊式、四尊式、五尊式、六尊式、七尊式、八尊式、九尊式及多尊式。藝術風格如1、7號兩個西方淨土變龕，52尊聽法菩薩，有的傾身似潛心聆聽佛的教誨，有的聚首似竊竊私語，7號龕中有二菩薩似洗頭狀，1號龕頂飾二飛天在空中翩躚對舞。構圖完整，場面宏偉，人物形象生動傳神。下層11龕為元代造像，均為彌勒佛、觀音、弟子、力士、天王等像，精神氣魄不知唐代飽滿充沛，但在造型和雕技上別具風格。崖壁左下側有線刻喇嘛塔1座。根據《通江縣志（道光）》記載，梭埡梁石窟為元至正年間開鑿。表現出細緻纖巧，精雕入微，人物形象脫離了神的色彩，接近於藝術的真實，生活氣息較濃，打破了唐宋龕窟造型的形式。1994年，梭埡梁石窟被通江縣人民政府公佈為縣級文物保護單位。